# Podleský potok (Oder)
Der Podleský potok (deutsch Schönwalder Bach) ist ein linker Nebenfluss der Oder in Tschechien.

## Verlauf
Der Podleský potok entspringt im Oberdorf von  Podlesí im Niederen Gesenke. Auf seinem nach Südosten führenden Lauf fließt der Bach nach knapp zwei Kilometern  auf den Truppenübungsplatz Libavá. Nach der Einmündung eines namenlosen rechten Zuflusses bildet der Bach ein tiefes bewaldetes Tal und mündet an der Wüstung Nový Mlýn in die Oder. Der Podleský potok hat eine Länge von 3,8 Kilometern, davon befinden sich anderthalb Kilometer auf dem Truppenübungsplatz.